# FERTA
De FERTA is een variant op de ARRA II, een van de eerste in Nederland gebouwde computers. De afkorting FERTA staat voor Fokkers Eerste Rekenmachine Type ARRA.
De FERTA werd in opdracht van Fokker gebouwd door Carel Scholten, Bram Loopstra en Gerrit Blaauw.
Dit systeem was twee keer zo snel als de ARRA II en beschikte over een gewijzigde instructieset. Edsger Dijkstra maakte de programmatuur voor de FERTA.
In april 1955 werd de FERTA geleverd aan Fokker. Hij werd onder andere gebruikt voor berekeningen aan de vliegtuigvleugels ten behoeve van de F27 Friendship. Deze berekeningen hebben mede bijgedragen aan het enorme commerciële succes van de F27.
De computer is tot 1963 bij Fokker in gebruik gebleven, waarna hij vervangen werd door de X1-computer van computerfabrikant Electrologica.